# Discipline (álbum de Janet Jackson)
Discipline é o décimo álbum de estúdio da cantora americana Janet Jackson. Foi lançado em 22 de Fevereiro de 2008, pelo seu novo selo musical Island Records. Foi seu único álbum lançado pela Island Records, depois que seu contrato de cinco anos com a Virgin Records foi cumprido, com o lançamento de 20 Y.O. Jackson trabalhou com produtores como Darkchild, Jermaine Dupri, Ne-Yo, Shea Taylor, Stargate, Johnta Austin, Tricky Stewart e The-Dream no álbum. Produtores de longo tempo de Jackson, Jimmy Jam e Terry Lewis, não contribuíram para o projeto.
Quatro singles foram lançados do álbum, o primeiro, "Feedback", foi lançado como um download digital em dezembro de 2007. A canção alcançou a posição #19 no Billboard Hot 100, tornando-se um dos melhores gráficos de Jackson desde 2001, com "Someone to Call My Lover". Mas, os próximos singles: "Rock With U" e "Can't B Good", não conseguiram o mesmo sucesso de "Feedback".
A versão deluxe continha um DVD, que documenta a produção e promoção de músicas e vídeos do álbum.
O álbum recebeu resenhas positivas em geral, com críticos argumentando que era uma melhoria em relação a os dois álbuns anteriores de Jackson. Apesar das críticas positivas, tornou-se um de seus álbuns de sucesso. Ele estreou no número um no Billboard 200, dos EUA, tornando-se seu sexto para o topo da tabela e foi seu primeiro álbum a chegar ao número um nos Estados Unidos, depois de "All for You", de 2001. No entanto, as vendas do álbum caíram rapidamente, e em junho a promoção do álbum havia terminado oficialmente.
Jackson começou sua Rock Witchu Tour, com o apoio da Live Nation, no início de setembro, com opiniões positivas, mas até o final do mesmo mês, Jackson se separou de sua gravadora.

## Faixas
1. "I.D. (Interlude)" (Rodney Jerkins, Dernst Emile) 0:47
2. "Feedback" (Rodney Jerkins, Dernst Emile, LaShawn Daniels, Tasleema Yasin) – 3:38
3. "Luv" (Rodney Jerkins, Dernst Emile, LaShawn Daniels, Tasleema Yasin) – 3:09
4. "Spinnin (Interlude)" (Rodney Jerkins) – 0:07
5. "Rollercoaster" (Rodney Jerkins, Theron Thomas, Timothy Thomas) – 3:50
6. "Bathroom Break (Interlude)" (Rodney Jerkins) – 0:40
7. "Rock With U" (Shaffer Smith, Jermaine Dupri, Eric Stamile) – 3:52
8. "2nite" (Mikkel S. Eriksen, Tor Erik Hermansen, Phillip "Taj" Jackson) – 4:08
9. "Can't B Good" (Shaffer Smith, David Gough) – 4:13
10. "4 Words (Interlude)" (Rodney Jerkins, Janet Jackson) – 0:07
11. "Never Letchu Go" (Jermaine Dupri, Johnta Austin, Manuel Seal) – 4:07
12. "Truth Or Dare (Interlude)" (Rodney Jerkins, Dernst Emile, LaShawn Daniels, Delisha Thomas) –0:23
13. "Greatest X" (Christopher Stewart, Terius Nash) – 4:23
14. "Good Morning Janet (Interlude) (Rodney Jerkins) –0:43
15. "So Much Betta" (Jermaine Dupri, Crystal Johnson, Manuel Seal) – 2:52
16. "Play Selection (Interlude) (Rodney Jerkins) – 0:17
17. "The 1" (featuring Missy Elliott) (Jermaine Dupri, Crystal Johnson, Manuel Seal, Melissa Elliott) – 3:40
18. "What's Ur Name" (Jermaine Dupri, Crystal Johnson, Manuel Seal) – 2:33
19. "The Meaning (Interlude)" (Rodney Jerkins, Dernst Emile, LaShawn Daniels, Delisha Thomas) – 1:16
20. "Discipline" (Shaffer Smith, Shea Taylor) – 5:00
21. "Back" (Interlude) (Rodney Jerkins) – 0:18
22. "Curtains" (Rodney Jerkins, Eric Dawson, LaShawn Daniels, Antonio Dixon) – 3:50
23. "Let Me Know"